# Écriture de l'arabe
Pour un article plus général, voir Arabe.

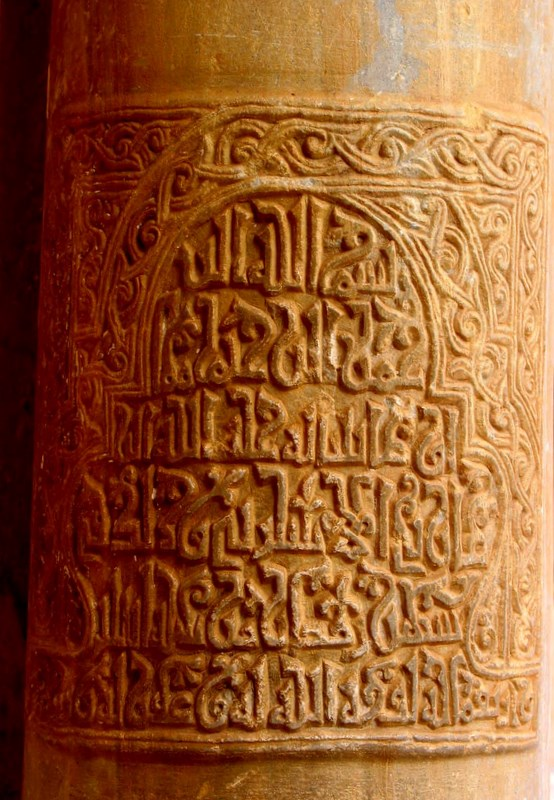
Inscription arabe calligraphiée, datant du XIe siècle (vers 1011), gravée sur le fût d'une colonne dans la grande mosquée de Kairouan située dans la ville de Kairouan, en Tunisie.

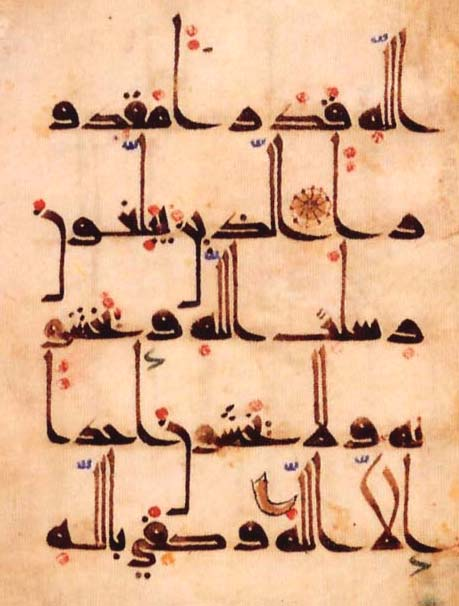
Page du Coran calligraphiée au IXe siècle.

L'écriture de l'arabe est un phénomène qui peut être étudié, soit en tant que système graphique de l'arabe, soit au point de vue des modalités techniques de cette écriture.
Le système graphique présente un alphabet, des signes diacritiques, des chiffres. Ce système évolue au cours de son histoire, du IVe siècle de l'ère courante à nos jours. L'écriture de la langue arabe dans d'autres systèmes d'écriture pose le problème de la translittération et celui de la transcription. L'utilisation du système d'écriture arabe pour écrire d'autres langues pose des problèmes d'adaptation.
Les modalités de l'écriture de l'arabe évoluent aussi au fil du temps. La calligraphie est un art très développé à toutes les époques de la culture arabe. L'invention de l'imprimerie mène à la création de glyphes rassemblés en fontes de caractères arabes. La dactylographie conduit à fabriquer des claviers de machines à écrire comportant tous les caractères alphabétiques et diacritiques de l'arabe. L'avènement de l'informatique permet l'invention de programmes très performants pour rendre à l'écran toutes les beautés esthétiques de l'écriture de l'arabe.
L'arabe s'écrit et se lit de droite à gauche (sinistroverse).

## Système graphique de l'arabe
Le système graphique de l'arabe permet d'écrire les trois niveaux de langues correspondant à l'arabe classique, à l'arabe standard moderne dit aussi arabe littéraire, et aux différentes variantes de l'arabe dialectal.

### Origine
De l'alphabet phénicien descendent trois alphabets, le grec, le paléo-hébraïque, et l'araméen. De l'alphabet araméen dérivent ensuite plusieurs alphabets dont le syriaque et le nabatéen, sources de l'alphabet arabe qui se développe à partir du IVe siècle de l'ère courante.

### Alphabet
L'alphabet arabe est de type abjad (ابجد en arabe), qui note exclusivement les consonnes du système phonologique de la langue arabe.
La graphie des lettres est différente selon que la lettre se trouve en début de mot, au milieu ou en fin, voire isolée. Il n'existe pas de majuscule, par exemple en début de phrase.
| Ordre | Nom  | Graphie | Graphie | Graphie | Graphie  | Translittération | Translittération | Son     | Tracé |
| Ordre | Nom  | isolée  | finale  | médiane | initiale | DIN-31635        | EI               | Son     | Tracé |
| ----- | ---- | ------- | ------- | ------- | -------- | ---------------- | ---------------- | ------- | ----- |
| 1     | alif | ا       | ــﺎ     | —       | —        | ā / â            | ā / â            | aː      |       |
| 2     | bāʾ  | ب       | ــﺐ     | ـﺒـ     | ﺑــ      | b                | b                | b       |       |
| 3     | tāʾ  | ت       | ــﺖ     | ـﺘـ     | ﺗــ      | t                | t                | t       |       |
| 4     | ṯāʾ  | ث       | ــﺚ     | ـﺜـ     | ﺛــ      | ṯ                | th               | θ       |       |
| 5     | ǧīm  | ج       | ــﺞ     | ـﺠـ     | ﺟــ      | ǧ                | dj               | dʒ      |       |
| 6     | ḥāʾ  | ح       | ــﺢ     | ـﺤـ     | ﺣــ      | ḥ                | ḥ                | ħ       |       |
| 7     | ḫāʾ  | خ       | ــﺦ     | ـﺨـ     | ﺧــ      | ḫ / ẖ            | kh               | x       |       |
| 8     | dāl  | د       | ــﺪ     | —       | —        | d                | d                | d       |       |
| 9     | ḏāl  | ذ       | ــﺬ     | —       | —        | ḏ                | dh               | ð       |       |
| 10    | rāʾ  | ر       | ــﺮ     | —       | —        | r                | r                | r       |       |
| 11    | zāy  | ز       | ــﺰ     | —       | —        | z                | z                | z       |       |
| 12    | sīn  | س       | ــﺲ     | ـﺴـ     | ﺳــ      | s                | s                | s       |       |
| 13    | šīn  | ش       | ــﺶ     | ـﺸـ     | ﺷــ      | š                | sh               | ʃ       |       |
| 14    | ṣād  | ص       | ــﺺ     | ـﺼـ     | ﺻــ      | ṣ                | ṣ                | sˁ      |       |
| 15    | ḍād  | ض       | ــﺾ     | ـﻀـ     | ﺿــ      | ḍ                | ḍ                | dˁ, ðˤ  |       |
| 16    | ṭāʾ  | ط       | ــﻂ     | ـﻄـ     | ﻃــ      | ṭ                | ṭ                | tˁ      |       |
| 17    | ẓāʾ  | ظ       | ــﻆ     | ـﻈـ     | ﻇــ      | ẓ                | ẓ                | zˁ, ðˁ  |       |
| 18    | ʿayn | ع       | ــﻊ     | ـﻌـ     | ﻋــ      | ʿ / ‘            | ʿ / ‘            | ʔˤ      |       |
| 19    | ġayn | غ       | ــﻎ     | ـﻐـ     | ﻏــ      | ġ                | gh               | ɣ       |       |
| 20    | fāʾ  | ف       | ــﻒ     | ـﻔـ     | ﻓــ      | f                | f                | f       |       |
| 21    | qāf  | ق       | ــﻖ     | ـﻘـ     | ﻗــ      | q                | ḳ                | q       |       |
| 22    | kāf  | ك       | ــﻚ     | ـﻜـ     | ﻛــ      | k                | k                | k       |       |
| 23    | lām  | ل       | ــﻞ     | ـﻠـ     | ﻟــ      | l                | l                | l       |       |
| 24    | mīm  | م       | ــﻢ     | ـﻤـ     | ﻣــ      | m                | m                | m       |       |
| 25    | nūn  | ن       | ــﻦ     | ـﻨـ     | ﻧــ      | n                | n                | n       |       |
| 26    | hāʾ  | ه       | ــﻪ     | ـﻬـ     | ﻫــ      | h                | h                | h       |       |
| 27    | wāw  | و       | ــﻮ     | —       | —        | w                | w                | w ou uː |       |
| 28    | yāʾ  | ي       | ــﻲ     | ـﻴـ     | ﻳــ      | y                | y                | j ou iː |       |

### Signes diacritiques
L'alphabet arabe ne permet pas de noter différents phénomènes phonétiques comme les voyelles brèves, les assimilations, ou les géminations. Pour pallier ce déficit de caractères alphabétiques, l'écriture didactique utilise des signes auxiliaires diacritiques qui permettent une lecture aisée pour les lecteurs non érudits d'un texte arabe littéraire ou religieux.

### La hamza
La hamza correspond au phonème / ʔ / dit aussi « coup de glotte ». L'écriture de la hamza varie, suivant qu'elle correspond à une lettre alphabétique ou à un signe diacritique elle s'écrit sans support ou nantie d'un support.
Les règles d'écriture d'une hamza dépendent donc de sa nature (stable ou instable), mais aussi de sa position dans le mot, du vocalisme et de la syllabation.

### Chiffres
L'écriture occidentale des « chiffres arabes » résulte d'une évolution graphique d'anciens chiffres arabes. L'écriture arabe contemporaine utilise, par contre, des chiffres empruntés aux écritures indiennes.
Le tableau ci-dessous compare les différentes écritures des chiffres de 0 à 9.

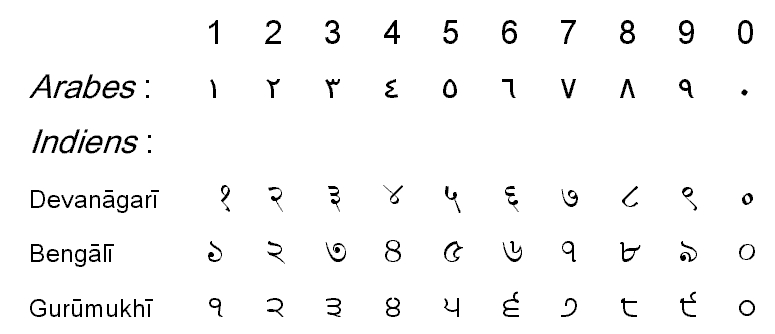
Notation occidentale, arabe et indienne des chiffres de 0 à 9.

### Translittération et transcription
Le passage d'un système d'écriture vers un autre effectue soit une translittération, soit une transcription. Il convient de bien distinguer ces deux opérations.
La langue arabe peut se translittérer ou se transcrire dans un système d'écriture non arabe (un système de caractères latins par exemple, ce qui donne l'alphabet arabe latinisé).
D'autres langues que l'arabe (l'ourdou pakistanais, langue indo-européenne, par exemple) peuvent être translittérées ou transcrites à l'aide de l'alphabet arabe dûment adapté à ce nouvel usage.

## Modalités de l'écriture

### Calligraphie

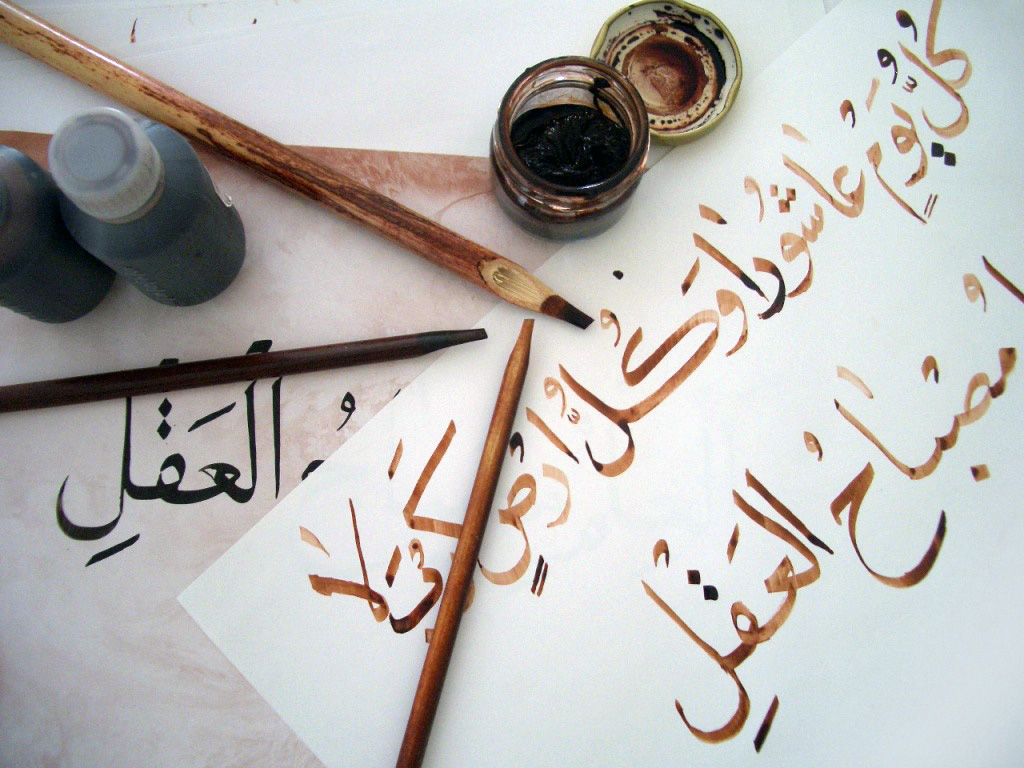
Calligraphie arabe.

La calligraphie est un art éminemment pratiqué dans la culture arabe.
- Voir aussi : Hassan Massoudy

### Typographie
L'avènement de l'imprimerie mène à l'invention de fontes de caractères et à la typographie. Chaque fonte est un ensemble de glyphes d’une même police d’écriture, de même style, corps et graisse.
L'iranien Reza Abedini (né en 1967) redessine les polices classiques de l'alphabet arabe et les modernise.

### Dactylographie

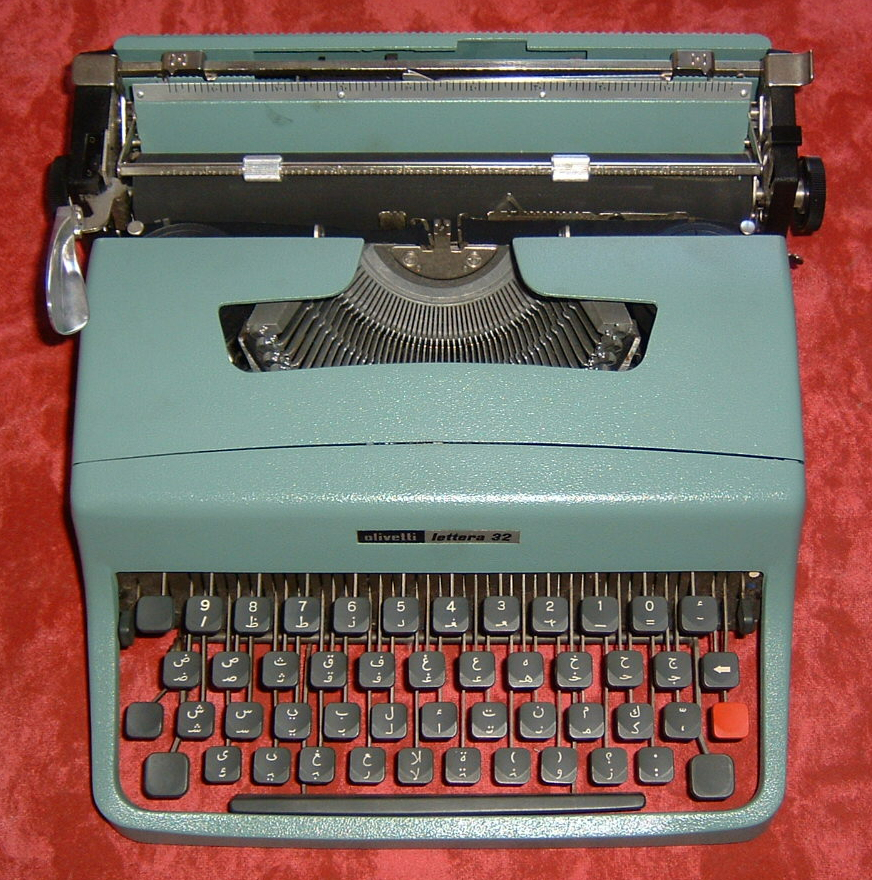
Machine dactylographique
utilisant les caractères arabes.

La dactylographie transcrit un texte par l'intermédiaire d'un clavier de machine à écrire, sans le regarder et en utilisant les dix doigts. Il existe des machines à écrire dont le clavier permet de transcrire les caractères alphabétiques et diacritiques de l'écriture arabe.

### Informatique
Le programme informatique ArabTeX écrit par Klaus Lagally, propose un support pour les alphabets arabe et hébreu dans TeX et LaTeX, qui produit des ligatures de qualité pour l'écriture de l'arabe. Les caractères ArabTeX entrent dans un document LaTeX à l'aide des commandes \< … > ou \RL{ … } ou dans l'environnement \begin{arabtext} … \end{arabtext}.
Arabeyes est un projet Libre/Open Source visant le support total de la langue arabe dans les environnements Unix. Il a été fondé en 2001 par un groupe d'utilisateurs arabes de GNU/Linux.
Le dictionnaire DIINAR (DIctionnaire INformatisé de l'ARabe) est composé de plusieurs bases de données (verbale, nominale, noms propres et mot outils). Pour accéder au DIINAR 1, voir [ABBESR., DICHY J. and HASSOUN M., 2004a].